# Uglješa Šajtinac
Uglješa Šajtinac (Nagybecskerek, 1971. október 1.) szerb író és drámaíró.

## Élete
Nagybecskerekben született és nőtt fel, szülei Mirjana színésznő és Radivoj Šajtinac író. A Belgrádi Művészeti Egyetemen dramaturgiát tanult, és 1999-ben két díjat kapott a legjobb tanulmányért és a legjobb diplomaért. 2005 óta a Újvidéki Egyetem Művészeti Akadémia professzora.
Irodalmi művei regényekből, novellákból és drámákból állnak. Három gyermek könyv szerzője. Ezek történetek az identitásról és az otthonról, a reményekről és illúziókról, valamint a migrációról és annak okairól. A szerző sok történetben gyakran utal otthoni régiójára, amely a történelmi Bánsághoz, majd a Torontál varmegyéhez tartozott.
Az első szerb drámaíró a színház történetében, aki először a „Huddersfield” című drámáját mutatta be angolul beszélő országokban – csak ezt követően szülőföldjén. Ez a dráma 2007-ben filmmé alakult, amelyben Nebojša Glogovac játszott vezető szerepet, Šajtinac pedig a forgatókönyvet dolgozta fel.
Számos szerb díjat kapott, és az Európai Unió 2014. évi irodalmi díjának egyik nyertese.
Az A nem kívánt háziállatok bandája könyvet a Müncheni Nemzetközi Ifjúsági Könyvtár 2019-ben hozzáadta az „White Ravens“ ajánlott gyermekirodalom katalógusához. Ez a katalógus minden évben megjelenik a Frankfurti könyvvásáron.

## Válogatott művei
Regények, novellák
- A természet csodái: hozzájárulások a költészet védelméhez (Čuda prirode : prilozi za odbranu poezije), Szerbia irodalmi ifjúság, Belgrád, 1993, ISBN 8673430364
- Baj: librettó egy kegyetlen rémálomért (Čemer : libreto za krut košmar), Jefimija kiadó, Kragujevac, 1998, ISBN 8670160161
- Járni! : A boldog pesszimizmus manifesztuma (Vok on! : manifest razdraganog pesimizma), Narodna knjiga – Alfa, Belgrád, 2007, ISBN 9788633126557
- Bánság történetek (Banatorijum), Arhipelag kiadó, Belgrád, 2014, ISBN 9788652301225
- Nő Juárezből (Žena iz Huareza), Arhipelag kiadó, Belgrád, 2017, ISBN 9788652302338

Drámák, színdarabok
- Kellékes (Rekviziter), első előadás a Belgrádi Drámai Színházban 1999-ban
- Robinson élete egy sivatagi szigeten (Život na pustom ostrvu), első előadás a BELEF nyári fesztiválon 2003-ban
- Robinson és a kalózok (Robinzon i pirati), első előadás a BELEF nyári fesztiválon 2004-ben
- Huddersfield, első előadás a Leeds Playhouse-ban 2004-ben
- Bánság, első előadás a Jugoszláv Dráma Színházban 2007-ben
- Sólyom-tisztás (Vetruškina ledina), bábszínház, első előadás a Nagybecskerek Nemzeti Színházban 2008-ban

Gyerekkönyvek
- Sólyom-tisztás (Vetruškina ledina), Hallgatói Kulturális Központ, Újvidék 2005, ISBN 8685983037
- A varjú és giliszta (Čarna i Nesvet), Pčelica kiadó, Čačak 2013, ISBN 9788660894023
- A nem kívánt háziállatok bandája (Banda neželjenih ljubimaca), Pčelica kiadó, Čačak 2017, ISBN 9788660897246
- Egyszer lesz (Biće jednom), Pčelica kiadó, Čačak 2020, ISBN 9788660899745

### Magyarul
- Szerény ajándékok (Sasvim skromni darovi); ford. Rajsli Emese; Noran Libro Kiadó, Budapest, 2016 (Új k-európai történetek sorozat), ISBN 9786155513763[4][5][6]

A Szerény ajándékok regény két testvérről szól, akik közül az egyik Szerbiában él, a másik az Egyesült Államokban. Soha nem volt valós testvér kapcsolat a két férfi között, de mivel az egyik testvér kivándorolt, a kettő e-maileket írt a gyökerekkel és identitásuk keresésével kapcsolatban.

## Díjai, kitüntetései
- Sterijina-díj, 2005
- Biljana Jovanović-díj, 2007
- Andrić-díj, 2014
- Európai Unió Irodalmi Díja, 2014
- Isidora Sekulić-díj, 2017